# Chrysomantis speciosa
Chrysomantis speciosa es una especie de mantis de la familia Hymenopodidae.

## Distribución geográfica
Se encuentra en Angola, Costa de Marfil, Ghana y la República Democrática del Congo.